# Классификаторы в туюка
Данная статья посвящена системе классификаторов в языке туюка.
Языки тукано обладают развитой системой классификаторов — суффиксов, указывающих на некоторую характеристику ассоциированных с ними существительных. В языках тукано такие суффиксы могут быть добавлены к существительным, числительным, указательным прилагательным, субстантивированным глаголам, а в некоторых языках также к формам генитива. Для туканских языков характерно малое количество одушевлённых классификаторов и обширная категория неодушевлённых классификаторов. Общее число различных классификаторов колеблется от 17-28 в языках западной ветви семьи тукано до 140 в некоторых языках восточной ветви, к которой относится в том числе и туюка.
В туюка зафиксировано три классификатора одушевлённых существительных и более 90 классификаторов неодушевлённых предметов, последние могут быть разбиты на десять семантических категорий.

## Классификаторы одушевлённых существительных
В туюка выделяют три классификатора одушевлённых объектов:
- классификатор мужского рода единственного числа;
- классификатор женского рода единственного числа;
- классификатор множественного числа[3]. Этот классификатор используется для того, чтобы высказаться о двух и более объектах[3].

При использовании классификаторов одушевлённых существительных с глаголами различаются формы прошлого, настоящего и будущего времени. При добавлении классификатора к другим частям речи используется форма настоящего времени.
|                 | единственное число | единственное число | множественное число |
| мужской род     | женский род        |                    | множественное число |
| --------------- | ------------------ | ------------------ | ------------------- |
| прошедшее время | -rígɨ              | -rígo              | -ríra               |
| настоящее время | -gɨ / -gɨ̃          | -go / -gõ          | -ra / -rã           |
| будущее время   | -ɨ́dɨ               | -ódo               | -ádara              |

## Система классификаторов неодушевлённых существительных
Количество классификаторов неодушевлённых предметов превышает 90. Практически каждый классификатор представлен формами единственного и множественного числа, причём множественное число используется, если речь идёт о четырёх и более предметах. Форма множественного числа в большинстве случаев образуется с помощью суффикса -ri / -rĩ.
В соответствии с характеризуемым свойством классификаторы разбиторы на десять категорий: форма предметов; группы предметов; предметы, которые приобрели новое состояние; относящиеся к анатомии; ботанические объекты; географические объекты; контейнеры и ёмкости; консистенция; время и временные интервалы.
Ниже представлен полный список классификаторов неодушевлённых существительных, зафиксированных в туюка.

### Классификаторы формы
| суффикс         | значение                                    | примеры                                |
| --------------- | ------------------------------------------- | -------------------------------------- |
| -da / -dári     | одномерный гибкий предмет                   | шнурок, нить, волос                    |
| -waká / wakári  | одномерный жёсткий предмет                  | заноза, дротик, гвоздь                 |
| -ro / -rõ       | двумерный гибкий предмет                    | ткань, хлеб                            |
| -pĩ / -pĩ́rĩ     | двумерный жёсткий свободный предмет         | распиленные дрова, кусок доски, мачете |
| -pãbã́ / -pãbã́rĩ | двумерный присоединённый предмет            | нога, рука, дверь                      |
| -póro / -póri   | трёхмерный цилиндрический предмет           | банан, кукурузный початок              |
| -pe / -péri     | трёхмерный несферический предмет            | галька, семя                           |
| -pĩ́õrõ / -pĩ́õrĩ | предмет в форме сердца или яйца             |                                        |
| -ga (-gã) / -pa | в общем сферический предмет                 | голова, мяч, палец на ноге             |
| -ki / -kíri     | трёхмерный предмет с плоскими поверхностями | кирпич, монета, кнопка                 |

### Коллекции
Под коллекциями понимается совокупность предметов, мыслимых как единое целое, вне зависимости от того, объединены ли они физически тем или иным образом.
| суффикс             | значение                                       | примеры                   |
| ------------------- | ---------------------------------------------- | ------------------------- |
| -ba / -bári         | парные предметы                                | серьги, туфли             |
| -bãdã́ / -bãdã́rĩ     | останки                                        | крошки, пепел             |
| -bãkã́ / -bãkẽ́       | объекты, которые кому-то принадлежат           |                           |
| -bẽ / -bẽ́rĩ         | огонь                                          |                           |
| -boká / -bokári     | маленькая связка виноградной лозы              |                           |
| -bu / -búri         | группа животных                                | племя, стадо              |
| -butú / -butúri     | висящие грозди                                 | лимоны, виноград          |
| -dotó / -dotóri     | большие связки                                 | дрова, связки тростника   |
| -dúriro / -dúriri   | беспорядочные нагромождения                    | скалы, камни              |
| -kẽ / -kẽ́rĩ         | маленькие предметы, упакованные и перевязанные | рыболовные крючки, спички |
| -pokáro / -poká(ri) | частички                                       | щепки, мука               |
| -putí / -putíri     | коробка маленьких предметов                    | рыболовные крючки, спички |
| -sa / -sári         | съедобные муравьи, завёрнутые в листья         |                           |

### Приобретённое состояние
Данная категория акцентирует внимание на приобретённом состоянии объекта. Имеется в виду, что объект исходно в этом состоянии не находился, но перешёл в него в силу некоторых причин.
| суффикс           | значение                                                                     | примеры                                         |
| ----------------- | ---------------------------------------------------------------------------- | ----------------------------------------------- |
| -betó / -betóri   | витки, кольца                                                                | лоза, кольцо, шина                              |
| -boró / -borí     | предмет, повреждённый в результате использования                             | корзина, каноэ, одежда                          |
| -bɨrɨá / -bɨrɨári | сферическое из предыдущей категории                                          |                                                 |
| -kãjĩrṍ / -kãjĩrĩ́ | щербатый объект                                                              |                                                 |
| -kujúro / -kujúri | голова после того, как были сбриты волосы, или непосредственно перед бритьём |                                                 |
| -kɨ̃́rõ / -kɨ̃́rĩ     | длинные слои или уровни                                                      | облака, волны                                   |
| -sasíro / -sasíri | щетинистое                                                                   | всклокоченные волосы, гребень птицы             |
| -sitía / -sitíri  | смятое                                                                       | ткань                                           |
| -sɨ̃sɨ̃rṍ / -sɨ̃sɨ̃rĩ́ | сморщенное, собранное, плиссированное                                        |                                                 |
| -tẽ́rõ / -tẽ́rĩ     | два длинных предмета, соединённых наподобие креста                           |                                                 |
| -tũdṹ / -tũdṹrĩ   | свёрнутое                                                                    | свиток                                          |
| -wogoró / -wogorí | некоторое покрытие, которые прилегает не так плотно, как должно              | отходящая кора, мешковатые штаны, мокрая фанера |
| -jawíro / -jawíri | скрученное, деформированное                                                  |                                                 |
| -juríro / -juríri | плохо закрытый объект                                                        | дом, коробка с крышкой                          |
| -jɨbɨá / -jɨbɨári | сферическое, сформированное руками                                           | глина                                           |

### Анатомические классификаторы
| суффикс           | значение                                                         | примеры        |
| ----------------- | ---------------------------------------------------------------- | -------------- |
| -bõ / -bṍrĩ       | руки                                                             |                |
| -dasí / -dasíri   | раненая или заражённая инфекцией стопа, ставшая причиной хромоты |                |
| -di / -díri       | плоть или мясо                                                   |                |
| -dubú / -dubúri   | конечности                                                       | рука, нога     |
| -kíro / -kírori   | гребень                                                          |                |
| -sáro / -sári     | рог (также предмет в форме рога)                                 |                |
| -sawéro / -sawéri | ухо животного (также предмет, имеющий форму уха)                 |                |
| -siriá / -siriári | выступы на теле                                                  | шишка, опухоль |
| -sɨrɨá / -sɨrɨári | сустав                                                           |                |
| -juriró / -jurirí | постоянная хромота                                               |                |

### Ботанические классификаторы
| суффикс           | значение                                        | примеры                             |
| ----------------- | ----------------------------------------------- | ----------------------------------- |
| -dɨpɨ́ / -dɨpɨ́ri   | ветка (также расчёска)                          |                                     |
| -gɨ(-gɨ̃) / -jukɨ́  | дерево, трость (также гамак, карандаш)          |                                     |
| -ke / -kéri       | листья пальмы                                   |                                     |
| -kobéa / -kobépa  | сучья                                           |                                     |
| -kóro / -kóri     | цветы                                           |                                     |
| -popéro / -popéri | центральная часть                               | ствол, стержень кукурузного початка |
| -pũ / -pṹrĩ       | листья (также бумага)                           |                                     |
| -satí / -satíri   | куст либо другое растение со множеством стволов |                                     |
| -sãdã́ / -sãdã́rĩ   | почки на деревьях                               |                                     |
| -tõ / -tṍrĩ       | стебель, например бананового растения           |                                     |
| -wõ / -wṍrĩ       | пальмы                                          |                                     |

### Географические классификаторы
| суффикс             | значение                                                                  | примеры     |
| ------------------- | ------------------------------------------------------------------------- | ----------- |
| -bã / -bã́rĩ         | путь, река                                                                |             |
| -bedó / -bedórĩ     | изгиб реки круглой формы                                                  |             |
| -bóa / -bóarĩ       | территория, которая затопляется рекой при половодье                       |             |
| -dĩjã́ / -dĩjã́rĩ     | берег реки (а также сторона кассеты)                                      |             |
| -du / -dúri         | территория, где были посажены пальмы                                      |             |
| -dudí / -dudíri     | изгиб реки                                                                |             |
| -gɨ(-gɨ̃) / -ɨ̃rɨ̃jukí | холм                                                                      |             |
| -ko / -kóri         | широкое место реки                                                        |             |
| -kotó / -kotóri     | местоположение дома или деревни                                           |             |
| -kutíro / -kutíri   | речное русло (а также дно каноэ)                                          |             |
| -páro               | патио                                                                     |             |
| -põrẽ́rõ / -põrẽ́rĩ   | выступ                                                                    |             |
| -tabé / -tabéri     | место, где не растут большие деревья                                      |             |
| -táro / -tári       | водоём                                                                    | озеро, лужа |
| -tatá / -tatári     | территория, где растёт только один вид пальм                              |             |
| -tutí / -tutíri     | территория, для которой характерны пласты различных пород (а также книги) |             |
| -tɨdɨ́ / -tɨdɨ́ri     | крутые уклоны (также стены)                                               |             |
| -wo / -wóri         | участок сада или джунглей, пронизанный ходами муравьёв-листорезов         |             |

### Контейнеры
| суффикс         | значение                              | примеры                   |
| --------------- | ------------------------------------- | ------------------------- |
| -pi / -piséri   | глубокие корзины                      |                           |
| -po / -póri     | карман, сумка                         |                           |
| -rɨ / -párɨ     | горшок                                |                           |
| -sida / -sidári | более-менее плоское хранилище         |                           |
| -tiba / -tibári | коробка                               |                           |
| -wa / -páwa     | мелкий контейнер с большим отверстием | корзина, чашка, тыква     |
| -wɨ / -páwɨ     | полый объект                          | каноэ, распылитель, труба |

### Классификаторы искусственно изготовленных предметов
| суффикс           | значение                                         | примеры                 |
| ----------------- | ------------------------------------------------ | ----------------------- |
| -ka / -kári       | ряд похожих предметов, объединённых в одно целое | забор                   |
| -pĩ́rõ / -pĩ́rĩ     | вырезанная из полена скамейка                    |                         |
| -ro / -rõ         | устройство                                       | печка                   |
| -sodóro / -sodóri | художества                                       | рисунки, узоры на ткани |
| -wi / -wiséri     | здания                                           |                         |

### Классификатор консистенции
| суффикс           | значение           |
| ----------------- | ------------------ |
| -kebéro / -kebéri | консистенция грязи |

### Классификаторы времени
| суффикс       | значение                              |
| ------------- | ------------------------------------- |
| -tó / -tóri   | время события, сезон                  |
| -túro / -túri | время регулярно повторяемого действия |

## Использование классификаторов
Если глагол был субстантивирован с помощью суффикса -ri / -re, то добавление к нему классификатора образует придаточное определительное — конструкцию, обычно переводимую на русский язык с помощью оборота «который сделал Х». Например, после того, как от хлеба оторвали кусочек, было сообщено, что остался фрагмент в форме уха:
| pai-rí-sawero                        | waá-jiro                         |
| большой фрагмент в форме уха         | остался (мне об этом рассказали) |
| остался большой фрагмент в форме уха |                                  |

Здесь глагол pai («быть большим») с суффиксом -ri дополнен классификатором sawero, который относится к предметам, похожим на ухо. Классификаторы одушевлённых существительных могу быть добавлен к глаголу напрямую, образуя аналогичные конструкции.
| basoká                    | yaa-gɨ́     | dĩĩ́-jigɨ́                        |
| людей                     | который ел | он был (мне об этом рассказали) |
| он был тем, кто ест людей |            |                                 |

Глагол yaa, дополненный классификатором мужского рода единственного числа, стал обозначать конструкцию «который ест». Допустимо использование классификаторов одушевлённых объектов с суффиксами вида и модальности.
Добавление классификатора женского рода к существительному, обозначающему животное, позволяет образовать форму, соответствующую самке животного. Группа животных, как правило, получает суффикс -a вместо классификатора множественного числа -ra. Классификаторы неодушевлённых существительных могут быть добавлены к другому существительному, чтобы уточнить его значение, например, указать конкретную часть целого или обозначить конфигурацию:
- hoó-pũ — лист банана (существительное «банан» с классификатором «листья»);
- hoó-poro — плод банана (существительное «банан» с классификатором «цилиндрический трёхмерный предмет»);
- yãkẽ́-da — ожерелье (существительное «бисер» с классификатором «одномерный гибкий предмет»);
- yãkẽ́-beto — нарукавная повязка (существительное «бисер» с классификатором «кольца, витки»)[11].

Использование классификаторов с указательными прилагательными и местоимениями значительно распространено в разговорной речи, поскольку позволяет избежать постоянного повторения названия предмета:
- ti-wí — тот дом (о котором я говорил) (местоимение «тот» с классификатором «здание»)[13].

При употреблении числительных использование классификаторов необходимо:
- sapátu sika-bá — одна пара обуви (числительное «один» («sika») с классификатором «парные предметы»)[13].

Также для туюка характерно использование классификаторов одушевлённых и неодушевлённых существительных с притяжательными формами.
Допустимо использование нескольких классификаторов в одном слове, например:
- ati-gɨ́-dɨpɨ — ветка этого дерева (местоимение «этот» с классификаторами «дерево» и «ветка»)[15].

## Существительные как классификаторы
Кроме описанных выше суффиксов, роль классификаторов могут выполнять некоторые существительные языка туюка. Для таких слов, как, например, «sopé» («дверной проём»), «wesé» («поле»), «kaseró» («кожа», «кора»), «kopé» («дыра»), ни один из перечисленных классификаторов не отражает их наиболее яркую характеристику. Поэтому подобные слова сами выступают в ролии классифицирующих суффиксов, добавляемых к другим частям речи:
- siká-sope ati-sopé — этот один дверной проём (числительное «один» и указательное местоимение «этот» с существительным «дверной проём», выступающим в роли классификатора)[16].

Отмечается, что по аналогичной схеме можно использовать и другие существительные:
- siká-hoó-poro — один плод банана (числительное «один» с существительным «hoó-poro» — «плод банана», образованным от корня «hoó» и классификатора «цилиндрический предмет»).

Наличие двух ударений (на корне и на выступающем в качестве суффикса существительном) показывает, что морфема «hoó-poro» не является классификатором либо существительным, которое может выступать в роли классификатора. Подобное употребление в туюка не очень распространено, чаще используется конструкция «siká-poro».
Для некоторых классификаторов очевидна их связь с близкими по смыслу существительными, например: «bãã́» («река») — «-bã» («классификатор река, путь»), «koóro» («цветок») — «-kóro» («классификатор цветок»), «poká» («мука мелкого помола») — «-poká» («классификатор мелких частиц»). Тем не менее, для подобных пар наблюдается фонетическое и/или семантическое различие, поэтому они не рассматриваются в качестве существительных, выступающих в роли классификаторов.

## Комментарии
1. ↑  Обе формы соответствуют единственному числу
2. ↑  Форма множественного числа не используется
3. ↑  Обе формы соответствуют единственному числу, при описании соответствующих предметов во множественном числе классификатор не используется